# Redange
Redange (luxemburguès Réiden, alemany Redingen) és una comuna i vila a l'est de Luxemburg, que forma part del cantó de Redange. Comprèn les viles de Redange, Lannen, Nagem, Niederpallen, Ospern i Reichlange.

## Població
| Nacionalitat   | Població | %      |
| -------------- | -------- | ------ |
| luxemburguesos | 1.668    | 76,62% |
| Forasters      | 509      | 23,38% |
| - portuguesos  | 104      | 4,78%  |
| - francesos    | 40       | 1,84%  |
| - italians     | 28       | 1,29%  |
| - belgues      | 181      | 8,31%  |
| - alemanys     | 41       | 1,88%  |
| - iugoslaus    | 60       | 2,76%  |
| - altres       | 55       | 2,53%  |

## Evolució demogràfica
| Any        | Població |
| ---------- | -------- |
| 15/02/2001 | 2.177    |
| 01/01/2002 | 2.189    |
| 01/01/2003 | 2.207    |
| 01/01/2004 | 2.244    |
| 01/01/2005 | 2.308    |

## Personatges il·lustres
- Jean-Claude Juncker